# Bolji Douglas
Bolji Douglas (ur. 12 czerwca 1968 w Benin City) – piłkarz nigeryjski występujący podczas kariery na pozycji pomocnika.

## Kariera reprezentacyjna
W 1995 roku Bolji Douglas pojechał z reprezentacją Nigerii na Puchar Konfederacji. Na tym turnieju Nigeria zajęła czwarte miejsce. Douglas turnieju był rezerwowym i nie wystąpił w żadnym meczu.